# Aviation Safety Network
Pour les articles homonymes, voir ASN.
Aviation Safety Network (ASN) est un site web qui garde une trace des accidents et incidents aériens et des détournements. Fondé en janvier 1996 par Harro Ranter et Fabian I. Lujan, leur base de données contient plus de 20 300 rapports détaillés d'incidents ou d'accidents aériens. L'ASN comprend une base de données aéronautique avec des enquêtes aéronautiques, des actualités, des photos et des statistiques.